# Песочный (приток Труёва)
Песочный (в верховьях — Дальний) — овраг с рекой в России, находится на территории города Кузнецка и Кузнецкого района Пензенской области. Приток Труёва. Длина реки составляет 11 км.

## Данные водного реестра
По данным государственного водного реестра России относится к Верхневолжскому бассейновому округу, водохозяйственный участок реки — Сура от истока до Сурского гидроузла, речной подбассейн реки — Сура. Речной бассейн реки — (Верхняя) Волга до Куйбышевского водохранилища (без бассейна Оки).
Код объекта в государственном водном реестре — 08010500112110000035147.